# Пскова
Пскова́ — река в Псковском и Струго-Красненском районах Псковской области, впадает в реку Великую справа. Длина реки — 102 км, площадь водосборного бассейна — 1000 км².

## Исторические факты
В XVI веке на Пскове в пределах городской стены было не менее двух десятков водяных мельниц, было их также много и за городской стеной, выше по течению. В XIX—XX веках братьями Кукк, эстонцами по национальности, были построены две водяные мельницы, от одной из которых остались руины, являющиеся объектом культурного наследия. Планируется реконструкция мельницы.

## География
Притоки — Псковица, Дребенка (левые); Торошинка, Милевка (правые).
В устье реки расположен город Псков. На реке расположены также деревни Торошино, Черняковицы, Голубово, а также псковский микрорайон Любятово.
Исток реки находится к северу от озера Псковянское, в районе Радоговского озера на Лужской возвышенности (на границе Новосельской и Марьинской волостей Струго-Красненского района). Высота истока — выше 153 м над уровнем моря. Оттуда река Пскова течёт сперва в южном, затем в юго-восточном направлениях, после чего поворачивает на юго-запад и в черте города Пскова впадает в реку Великая. Высота устья — 30,5 м над уровнем моря.

## Данные водного реестра
Код объекта в государственном водном реестре — 1030000212102000029447.

## Галерея
- Устье реки Псковы
- Вид на Кром со стороны Псковы в апреле 2011
- Вид с Троицкого моста. Май 2011
- Река Пскова и микрорайон Золотая набережная во время наводнения к 11 апреля 2011 года
- Троицкий (Советский) мост и река Пскова
- Плотина на реке Пскове близ пешеходного моста в Бродах
- Мостик у Псковы напротив Гремячей горы
- Река Пскова неподалёку от парка Куопио. Октябрь 2011
- Кузнецкий мост через Пскову
- Пешеходный мост через Пскову в Красной горке
- Пскова у Инженерного моста
- Пскова у трубопроводного моста выше Инженерного моста